# Diaphorus anomalus
Diaphorus anomalus är en tvåvingeart som beskrevs av Octave Parent 1937. Diaphorus anomalus ingår i släktet Diaphorus och familjen styltflugor.
Artens utbredningsområde är Kongo. Inga underarter finns listade i Catalogue of Life.